# Collotheca
Collotheca är ett släkte av hjuldjur som beskrevs av Harry K. Harring 1913. Collotheca ingår i familjen Collothecidae.

## Dottertaxa tillCollotheca, i alfabetisk ordning[1][2]
- Collotheca ambigua
- Collotheca annulata
- Collotheca atrochoides
- Collotheca balatonica
- Collotheca bilfingeri
- Collotheca bulbosa
- Collotheca calva
- Collotheca campanulata
- Collotheca coronetta
- Collotheca crateriformis
- Collotheca cucullata
- Collotheca discophora
- Collotheca edentata
- Collotheca edmondsoni
- Collotheca epizootica
- Collotheca evansonii
- Collotheca ferox
- Collotheca gossei
- Collotheca heptabrachiata
- Collotheca hoodi
- Collotheca judayi
- Collotheca lettevalli
- Collotheca libera
- Collotheca minuta
- Collotheca monoceros
- Collotheca moselii
- Collotheca mutabilis
- Collotheca ornata
- Collotheca paradoxa
- Collotheca pelagica
- Collotheca polyphema
- Collotheca quadrilobata
- Collotheca quadrinodosa
- Collotheca rasmae
- Collotheca riverai
- Collotheca sessilis
- Collotheca spinata
- Collotheca stephanochaeta
- Collotheca tenuilobata
- Collotheca thunmarki
- Collotheca torquilobata
- Collotheca trifidlobata
- Collotheca trilobata
- Collotheca undulata
- Collotheca vargai
- Collotheca wiszniewskii